# آندرس هایلسبرگ
آندرس هایلسبرگ (به انگلیسی: Anders Hejlsberg) متولد دوم دسامبر ۱۹۶۰ (یازدهم آذر ۱۳۳۹) مهندس نرم‌افزار اهل دانمارک است که در طراحی چندین زبان و ابزار برنامه‌نویسی محبوب و تجاری سهم داشته است. او سازندهٔ اصلی توربو پاسکال و طراح اصلی دلفی است. او هم‌اکنون برای مایکروسافت به عنوان طراح ارشد سی‌شارپ و توسعه‌دهندهٔ هستهٔ تایپ‌اسکریپت کار می‌کند.

## چکیده
او در سال ۱۹۸۰ شروع به نوشتن برنامه برای ریزرایانه nascom کرد که شامل یک کامپایلر پاسکال بود (Blue Label Software Pascal). او بلافاصله این کامپایلر را بازنویسی کرد و برای سیستم عامل DOS ارائه کرد که نام آن Poly Pascal بود. بعدها این کامپایلر را تحت لایسنس شرکت بورلند همراه با IDE مخصوص با نام توربو پاسکال عرضه شد. از این پس رقابتی بین Poly Pascal و Turbo Pascal شکل گرفت.
شرکت بورلند، با استفاده از کامپایلر توربو پاسکال، به یکی از موفق‌ترین و بزرگ‌ترین شرکت‌های جهان تبدیل شده بود و در این حین PolyData و هایلسبرگ در شرایط سخت مالی کار خود را ادامه می‌دادند تا در سال ۱۹۸۹، هایلسبرگ تصمیم گرفت به بورلند بپیوندد. او به کالیفرنیا مهاجرت کرد و مهندس ارشد بورلند شد. او در طی این سال‌ها تا ۱۹۹۶ پاسکال را باز هم ارتقا داد و همچنین معمار ارشد تیم دلفی شد.
او در سال ۱۹۹۶ ، بورلند را ترک و به مایکروسافت پیوست. او J++ را راه اندازی کرد و پس از آن Windows Foundation Classes را ایجاد کرد. او به یکی از ارکان مهم مایکروسافت تبدیل شد و سپس در سال ۲۰۰۰ زبان مشهور C# را تولید کرد. او باز هم فعالیت‌های چشمگیر خود را ادامه داد و در سال ۲۰۱۲ پروژه جدید خود با نام TypeScript را معرفی کرد.  از او کتاب‌هایی نیز به انتشار رسیده‌است که مشهورترین آن The C# Programming Language است. 

## اوایل زندگی
هجلسبرگ در کپنهاگ دانمارک متولد شد و در رشته مهندسی برق در دانشگاه فنی دانمارک تحصیل کرد. زمانی که در سال 1980 در دانشگاه بود، شروع به نوشتن برنامه‌هایی برای میکروکامپیوتر Nascom کرد، از جمله یک کامپایلر پاسکال که در ابتدا با نام Blue Label Software Pascal برای Nascom-2 به بازار عرضه شد. با این حال، او به زودی آن را برای CP/M و DOS بازنویسی کرد و ابتدا آن را به عنوان Compas Pascal و بعد به عنوان PolyPascal بازاریابی کرد. بعداً این محصول به Borland مجوز داده شد و در یک IDE ادغام شد تا به سیستم Turbo Pascal تبدیل شود. توربو پاسکال با پلی پاسکال رقابت کرد. خود کامپایلر تا حد زیادی از کامپایلر «Tiny Pascal» در «الگوریتم‌ها + ساختارهای داده = برنامه‌ها» نیکلاوس ویرث، یکی از تأثیرگذارترین کتاب‌های علوم کامپیوتر آن زمان، الهام گرفته شده است.